# Сара Вон
Сара Лоис Вон (на английски: Sarah Lois Vaughan) е американска джаз певица.
Тя е родена на 27 март 1924 година в Нюарк. Започва музикалната си кариера през 1942 година, а в края на 40-те години вече е национална знаменитост. С характерния си глас през следващите години тя е сред водещите фигури в джаза. Наричат я Моряка (заради пиперливия ѝ език), Съскащата и Божествената. Получава награда Грами. Щатската агенция за Национално дарителство за изкуствата я удостоява с „най-висшето отличие в джаза“, Наградата за майсторство в джаза на НДИ, през 1989 година.
Сара Вон умира на 3 април 1990 година в Лос Анджелис.

## Биография
Бащата на Сара Вон, Асбери (Джейк) Вон, е дърводелец по професия и свири на китара и пиано. Майка ѝ, Ейда Вон, работи като перачка и пее в църковния хор. Джейк и Ейда мигрират от Вирджиния в Нюарк по време на Първата световна война. Сара е единственото им биологично дете, въпреки че през 60-те те осиновяват Дона, дете на една от жените, с които Сара Вон пътува на турнетата си.
Семейство Вон живее в къща на улица Брунсуик Стрийт, в Нюарк, Ню Джърси, през цялото детство на певицата. Джейк Вон е дълбоко религиозен и семейството е много активно в Новопланинската ционистка баптистка църква на ул. Томас Стрийт №186. Сара започва да взима уроци по пиано на седем години, пее в църковния хор и понякога свири на пиано за репетиции и отслужвания.
Още в ранна възраст Вон се влюбва в популярната музика, която слуша на грамофонни плочи и по радиото. През 30-те в Нюарк има много активна концертна музикална сцена и Вон често вижда местни и гостуващи бендове, които свирят в града на места като Ледената пързалка на ул. „Монтгомъри“. До средата на тийнейджърските си години Вон започва да си проправя път (незаконно) в нощните клубове на Нюарк и изпълнява музика на пиано, понякога и пее, най-вече в клуб Пикадили.
Учи в гимназията Ийст Сайд Хай Скул (Гимназията от Източната страна), и по-късно се прехвърля в Нюарк Артс Хай Скул (Нюаркска гимназия за изкуства), което отваря през 1931 г. като първата гимназия в Щатите, работеща като магнит за таланти в изкуството. Нейните нощни приключения затормозяват учебните ѝ цели и Вон скоро напуска гимназията в третата си година, за да се отдаде изцяло на музиката. По това време Вон и приятелите ѝ започват да минават през река Хъдсън, за да слушат музиката на биг бендовете в театъра Аполо в Харлем.

## Ранната кариера: 1942 – 1943
В биографиите на Вон често се твърди, че тя е изстреляна в позицията на звезда след като печели нощен конкурс за любители в харлемския театър Зевс. Историята, която биографът Рене разказва, е всъщност малко по-сложна. Тя често бива съпровождана от приятелката си Дорис Робинсън по време на пътуванията си до Ню Йорк. По някое време през есента на 1942, когато тя е на 18 години, Вон предлага на Робинсън да участва в нощния конкурс на театър Аполо за любители. Вон акомпанира на Робинсън, която печели втора награда. Бъдещата звезда решава да се върне и да се състезава като певица. Тя изпява Body and Soul и печели, макар точната дата на победоносното изпълнение в Аполо да е неясна. Наградата, както тя си спомня пред Мериан Макпартланд, е 10 долара, както и обещанието за ангажимент в Аполо. След значително изчакване, Аполо се свързва с Вон през пролетта на 1943 г., за да открие за концерт на Ела Фицджералд.
По време на седмицата с изпълненията в Аполо, тя е представена на бендлидера и пианист Ърл Хайнс – Фада, макар точните детайли за това да се дебатират. Били Екстайн, певецът на Хайнс по това време, е в публиката в Аполо и препоръчва Вон на Хайнс. Хайнс твърди, че той я открива, и ѝ предлага работа моментално. След кратко изпробване в Аполо, Хайнс официално заменя певеца си с Вон на 4 април 1943 г.

## С Ърл Хайнс и Били Екстайн: 1943 – 1944
Вон прекарва остатъка от 1943 и част от 1944 г. на турне в страната с биг бенда на Ърл Хайнс, в който участва баритона Били Екстайн. Вон е назначена за пианистка, като според слуховете Хайнс иска по този начин да я назначи под юрисдикцията на музикантския профсъюз (Американската федерация на музикантите), вместо от певческия съюз (Американската гилдия на вариететните артисти), но след пристигането на Клиф Смолс в бенда на позицията тромбонист и пианист, задълженията на Сара се ограничават ексклузивно до пеенето. Този бенд на Хайнс остава в паметта днес като инкубатор на бибоп, тъй като в него участват тромпетистът Дизи Гилеспи, саксофонистът Чарли Паркър (на тенор саксофон, а не на алто саксофона, с който става известен по-нататък) и тромбонистът Бени Грин. Гилеспи, освен това, прави аранжименти за бенда, макар че звукозаписна забрана от музикантския профсъюз попречва на бенда да запише и съхрани звученето и стила си за идните поколения.
Екстайн напуска бенда на Хайнс в края на 1943 г. и сформира своя собствен биг бенд с Гилеспи, като оставя Хайнс да стане музикален директор на новия бенд. Паркър идва също, и бенда на Екстайн през следващите няколко години е гнездо на напиращи джаз таланти: Майлс Дейвис, Кени Доръм, Арт Блейки, Лъки Томпсън, Джийн Емънс, Декстър Гордън и други.
Вон приема предложението на Екстайн за работа в бенда през 1944 г., което ѝ дава възможност да развие музикалните си умения с най-големите имена в джаза от тази епоха. Бендът на Екстайн ѝ осигурява първата звукозаписна възможност, когато на 5 декември 1944 г. тя разработва песента I'll Wait and Pray за компанията Делъкс. Тази продукция кара критика и продуцент Ленърд Федър да я помоли да запише четири песни с името си по-късно същия месец за компанията Континентъл, подкрепяна от септет с участието на Дизи Гилеспи и Джорджи Олд.
Пианистът на бенда, Джон Малачи, дава на певицата прозвището „Съскащата“. Вон го харесва и името (както и съкратената версия „Със“) се запомня от колегите и пресата. В писмената си комуникация Вон често го изписва като Sassie.
Вон официално напуска бенда на Екстайн в края на 1944 г., с идеята да прави солова кариера, макар че остава близко до Екстайн като приятел и записва с него често до края на живота си.

## Филмография
- Disc Jockey (1951)
- Murder, Inc. (1960)
- Schlager-Raketen (1960)